# Yami-doko

Le yami-doko (闇凧) est un dispositif permettant à l'homme de se déplacer dans les airs. Il était utilisé au Japon au cours de l'Époque d'Edo, essentiellement par des mercenaires (Ninja) qui créèrent ainsi la légende des hito-washi (aigles humains).
Il s'agissait de cerfs-volants géants ; régulièrement décrits dans la littérature comme « ancêtres du deltaplane », et qui faisaient partie de l'arsenal des ninja.
Le yami-doko pouvait servir à dresser une corde aux abords d'un immeuble par temps venteux pour que puisse s'y hisser le ninja ; ou permettre à celui-ci de s'échapper par la voie des airs en cas de fuite ce qui lui permettait d'amortir ses chutes.
On sait peu de choses sur les inventeurs de ce dispositif.